# Arthur Samuels
Arthur Warren Samuels (19 mai 1852 - 11 mai 1925) est un député Alliance irlandaise unioniste puis un juge. Les unionistes irlandais sont l'aile irlandaise du parti conservateur.

## Biographie
Il est né à Dún Laoghaire, comté de Dublin, deuxième fils d'Arthur Samuels, avocat, et de Katherine Daly, fille d'Owen Daly de Mornington, comté de Meath. Il fréquente le Trinity College de Dublin avant d'être admis au barreau irlandais en 1877. Il devient conseiller de la reine (QC) en 1894 et est admis au barreau anglais en 1896.
Samuels est solliciteur général d'Irlande de 1917 à 1918 et procureur général d'Irlande de 1918 à 1919. Il est également nommé membre du Conseil privé d'Irlande en 1918.
Il est député de l'Université de Dublin de 1917 à 1919, après avoir été battu lors d'une élection partielle de 1903 dans la même circonscription.
Samuels quitte la Chambre des communes lorsqu'il est nommé au poste de juge de la division du banc du roi de la Haute Cour de justice d'Irlande en 1919, poste qu'il occupe jusqu'à l'abolition de la cour en vertu de la loi de 1924 sur les tribunaux. Comme la plupart des juges de l'ancien régime, il n'est pas nommé à la Haute Cour instituée par la loi de 1924. Il meurt un an plus tard.
Maurice Healy dans The Old Munster Circuit loue ses qualités personnelles, son érudition et son livre précieux sur les aspects financiers du Home Rule ; mais en tant qu'officier de justice et juge, il le rejette comme « sans distinction ».

## Famille
Il épouse en 1881 Emma Margaret Irwin, fille du révérend James Irwin de Howth, et est le père de l'avocat et écrivain Arthur P.I Samuels (1886-1916) et Dorothy Samuels (1892-1942).
Le jeune Arthur est une autorité sur Edmund Burke et édite une collection de sa correspondance et de ses écrits, qu'il avait presque terminé lorsque son travail est interrompu par le déclenchement de la Première Guerre mondiale. Il est capitaine dans les Royal Irish Rifles et est tué sur le front occidental en septembre 1916 . Son père achève son livre sur Burke, qui est publié en 1923. Le jeune Arthur a épousé Dorothy Young de Milltown, dans le comté d'Antrim, en 1913.
La fille de Samuels, Dorothy Helen Daly (1892-1942), sert pendant la Seconde Guerre mondiale en tant que chauffeur d'ambulance avec l'American Ambulance Great Britain . Elle est tuée par un raid aérien allemand lors du Blitz d'Exeter le 4 mai 1942. Elle a épousé Herbert James Daly mais est veuve au moment de sa mort .